# Georg Jung

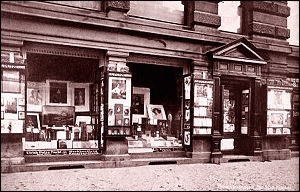
Jedna z galerii Hansa Goltza, w której pracował artysta

Georg Jung (ur. 31 grudnia 1899 w Salzburgu zm. 5 grudnia 1957 w Wiedniu) – austriacki malarz, designer, pisarz, teoretyk sztuki, obok Antona Faistauera (1887-1930) jeden z ważniejszych przedstawicieli austriackiego modernizmu w malarstwie.

## Młodość
Wychowywał się w zamożnym domu Louisa Junga, właściciela Grand Hotel de l'Europe w Salzburgu, który był jednym z najbardziej luksusowych hoteli w monarchii Austro-Węgierskiej. Mając szesnaście lat Jung zaczął prowadzić samodzielne życie. W Salzburgu studiował filozofię oraz medycynę, jednocześnie wieczorowo doskonalił swoje malarstwo uczestnicząc w zajęciach na Akademie für Angewandte Kunst, następnie wyjechał na dalsze studia do Wiednia. W mieście tym kształcił się w Wiener Kunstgewerbeschule. Po studiach rozpoczął wędrówkę po Europie, zwiedził m.in.: Niemcy, Włochy i Francję. W 1935 przejął od ojca kierownictwo Hôtelu de l'Europe w Salzburgu, w którym zaprojektował freski i meble. Podczas bombardowania w 1944 dzieła te uległy całkowitemu zniszczeniu.

## Malarstwo
Początkowo zafascynowany był ekspresjonizmem, później w sposób analityczny odnosił się do odkryć futuryzmu i kubizmu. W 1918 odbyła się pierwsza wystawa artysty w jego rodzinnym mieście. W latach 1925–1938 był członkiem ruchu artystycznego Hagenbund. Od 1925 pracował w monachijskiej galerii Hansa Goltza. 
W 1927 wydał swoją debiutancką powieść Die bereitende Zeit (przez wiele lat Jung pracował nad Wir Sechs, autobiograficzną powieścią o życiu bohemy). Od 1935 projektował meble, wnętrza, malarstwo ścienne oraz sgraffito. Jego najsłynniejszym dziełem jest sgraffito wykonane dla biblioteki uniwersyteckiej w Salzburgu w 1936. Podczas wojny był szeregowym żołnierzem. W 1940 usłyszał zarzut tworzenia „zdegenerowanej” sztuki. W latach 1948–1949 swoje prace wystawiał m.in. na: Vienna Secession oraz Zedlitzhalle. Po wojnie aż do 1952 artysta był członkiem Wiener Secession (wiedeńskiej secesji). Zaprojektował również serię znaczków Zwischenkriekszeit. 
Od 1950 prowadził eksperymenty artystyczne nad obrazami ruchomymi łącząc malarstwo z teatrem, dzięki czemu stał się twórcą nowych kierunków konceptualnych w malarstwie austriackim >>Farbdramen<< oraz >>Colormobilen<<. Kierunkom tym poświęcił szereg artykułów i rozpraw teoretycznych. 
Zmarł w Wiedniu w 1957. Został pochowany na salzburgskim cmentarzu zasłużonych.

## Ważniejsze obrazy
- 1919 Blick auf die Klosterkirche
- 1924 Mont-Saint-Michel Und Kutschengespann (Salzburg, cykl grafik)
- 1924 Portrait Kohle
- 1928 Bauern vor Berglandschaft
- 1932 Südliche Bucht
- 1936 Sgraffito na Salzburger Universitätsbibliothek
- 1946 Grün, Bedrängt Von Grau-violett, Löst Sich Auf In Gelb. (Monako)
- 1946 Palmentransport
- 1947 Nachtfahrt (Wiedeń)
- 1947 Sitzender Akt
- 1947 Der Gelehrte (Anton Machek)
- 1947 Ruhende
- 1948 Karneval in Venice
- 1948 Leda
- 1954 Portraitstudie eines jungen Mannes
- 1955 Farbdramaturgie gelb-grün
- Tempel Fortuna Virilis, Rom (Wiedeń)
- Portrait des jungen Max Reinhardt
- Nächtliche Landschaft

## Prace na temat twórczości Junga
- 1975, Nikolai M. F. Dobrowolkij, Georg Jung, Wien
- 1982, Albin Rohrmoser, Georg Jung, Salzburger Museum Carolino Augustinum
- 1984, Thomas Heinz Fischer, Georg Jung, Phil. Diss. Salzburg Ausstellungskatalog Abbild und Emotion - Österreichischer Realismus 1914-1944, Wien
- 1985, Ausstellungskatalog Die Vertreibung des Geistigen aus Österreich, Wien-Salzburg
- 1988, Nikolaus Schaffer, Aufbruch ohne Sprengsatz, w: Ausstellungskatalog Jenseits des Realismus, ARGE Alpe Adria, Graz
- 1993, Ausstellungskatalog Die verlorene Moderne - Der Künstlerbund Hagen 1900-1938, Wien Christoph Bertsch und Makus Neuwirth (Hg.), Die ungewisse Hoffnung - österreichische Malerei und Graphik zwischen 1918 und 1938, Salzburg
- 1994, Ausstellungskatalog Aufbrüche - österreichische Malerei und Plastik der 50er Jahre, Österreichische Galerie, Wien
- 1995, Ausstellungskatalog Neue Sachlichkeit - Österreich 1918-1938, Kustforum Bank Austria, Wien[5]